# Беляков, Александр Константинович
Александр Константинович Беляков (17 февраля 1950 года, СССР) — российский футбольный тренер. Кандидат педагогических наук.

## Биография
В молодости Александр Беляков подавал большие надежды, входил в молодежный состав московского «Спартака», однако пробиться у него не получилось. Беляков принял решение не начинать взрослую карьеру футболиста, а сосредоточиться на учебе. Поступил в ГЦОЛИФК окончил его с красным дипломом. Затем Беляков поступил на заочную аспирантуру и защитил кандидатскую диссертацию, получив звание кандидата педагогических наук. Работал в одной из комплексных научных групп, которая организовывала методическое обеспечение подготовки клубам высшей лиги СССР. В ее составе Беляков трудился в трудился с московским «Локомотиве» и юношеской сборной СССР.
Входил в тренерские штабы различных российских клубов. В 2004 году уехал в Казахстан, где он работал в «Актобе» и «Тоболе», помогая Владимиру Муханову, Равилю Сабитову и Сергею Петренко. В качестве ассистента и тренера по физической подготовке Александр Беляков пять раз выигрывал чемпионат Казахстана. В 2011 году специалист исполнял обязанности главного тренера «Тобола». В этой должности он довел команду до финала Кубка страны.
С 2012 года вновь работает в России. В 2013 году помогал Владимиру Муханову в воронежском «Факеле». В настоящий момент работает доцентом в РГУФКе. В вузе преподает «Избранный вид спорта». Имел тренерскую лицензию категории «Pro».

## Достижения

### Тренера
- Финалист Кубок Казахстана (1): 2011.

### Ассистента
- Чемпион Казахстана (5): 2005, 2007, 2008, 2009, 2010.
- Обладатель Кубка Казахстана (1): 2008.
- Обладатель Суперкубка Казахстана (3): 2008, 2010, 2011.